# Nome de l'Évros
Le nome de l’Évros ou nome de l'Hèbre (en grec Νομός Έβρου, Nomós Évrou) est un nome de la province grecque de Macédoine-Orientale-et-Thrace. Il est frontalier de la Turquie par le fleuve Évros (Maritsa) à l'est, de la Bulgarie au nord et au nord-ouest, du Nome de Rhodope à l'ouest et est bordé par la mer de Thrace au sud. C’est le nome le plus septentrional de la Grèce et l’un des plus grands par sa superficie. Il inclut la petite île de Samothrace.
Son chef-lieu est la ville d’Alexandroúpoli.

## Transport
- GR-2/E90, Via Egnatia, ancienne et nouvelle, SO, S, SE
- GR-51/E85, SE, E, NE
- GR-53, SO, O, NO

## Municipalités (dèmes)
| Dème           | Code YPES | Chef-lieu (si différent) | Code postal | Préfixe tél.  |
| -------------- | --------- | ------------------------ | ----------- | ------------- |
| Alexandroúpoli | 1301      |                          | 681 00      | 25510-2 via 7 |
| Didymotique    | 1303      |                          | 683 00      | 25530-2       |
| Kyprínos       | 1304      |                          | 680 05      | 25560-2       |
| Metaxádes      | 1305      |                          | 680 10      | 25530-3       |
| Orestiáda      | 1306      |                          | 682 00      | 25520-2       |
| Orféas         | 1307      | Lávara                   | 680 04      | 25530-3       |
| Phères         | 1313      |                          | 685 00      | 25550-2       |
| Samothrace     | 1308      |                          | 680 01      | 25510-4       |
| Souflí         | 1309      |                          | 684 00      | 25540-2       |
| Traïanoúpoli   | 1310      | Arístino                 | 681 00      | 25310-4       |
| Trígono        | 1311      | Díkaia                   | 680 07      | 25560-3       |
| Tycheró        | 1312      |                          | 680 03      | 25540-4       |
| Výssa          | 1302      | Néa Výssa                | 680 01      | 25520-7       |